# جاكي رون
إديث «جاكي» رون (بالإنجليزية: Edith "Jackie" Ronne)‏ (ولدت 13 أكتوبر 1919 - 14 يونيو 2009) الأمريكية، كانت مستكشفة للقارة القطبية الجنوبية، وأول امرأة في العالم تكون عضوا من ضمن مستكشفين القطب الجنوبي. وهي أيضا تحمل اسم «رون المتجمدة».

## وصلات خارجية
- Memoirs from Antarctica
- "From High Heels to Mukluks" by Edith Ronne
- Obituary
- New York Times Archive 1948
- Obituary
- Wall Street Journal Obituary
- Return Trip in 1995